# Алигрудић
Алигрудић је презиме пореклом из Црне Горе. Значајни људи са овим презименом су:
- Милош Алигрудић (1964), политичар и адвокат, Слободанов син
- Слободан Алигрудић (1934–1985), глумац